# Ivan Žolger
Ivan Žolger uváděn též jako Ivan von Žolger (22. října 1867 Devina – 16. května 1925 Laßnitzhöhe), byl rakousko-uherský, respektive předlitavský státní úředník, právník a politik slovinského původu, v letech 1917–1918 ministr bez portfeje Předlitavska.

## Biografie
Vychodil základní školu v Slovenske Bistrici, pak gymnázium v Mariboru a v letech 1889–1894 studoval právo na univerzitě ve Štýrském Hradci a v Paříži. V roce 1895 získal titul doktora práv. Nastoupil jako státní úředník k politické správě, nejprve na okresní hejtmanství v Ptuji. Od roku 1898 pracoval přímo na ministerstvu. Zde postupně získal vysoké úřednické posty a roku 1915 se stal sekčním šéfem.
Za vlády Ernsta Seidlera se stal ministrem bez portfeje Předlitavska. Funkci zastával v období 30. srpna 1917. – 6. května 1918. V českých pramenech uváděno, že ministrem byl od 24. července 1917 do 26. května 1918. Byl prvním Slovincem ve vládách Předlitavska. Jeho úkolem bylo připravit obrysy státoprávní reformy monarchie včetně federativního uspořádání. Na funkci ministra ovšem v květnu 1918 rezignoval pro neschopnost překonat tlak německého obyvatelstva monarchie a taky pro konflikty s předsedou vlády Seidlerem.
Po roce 1918 se angažoval jako diplomat v Království Srbů, Chorvatů a Slovinců. Anton Korošec ho vybral jako člena delegace tohoto nového jihoslovanského státu na mírovou konferenci do Paříže, kde měl reprezentovat zájmy Slovinců. Působil též na právnické fakultě Lublaňské univerzity, kde se věnoval zejména mezinárodnímu právu.